# Intégrale
Intégrale – francuska marka jednego z dwu najstarszych na świecie producentów metalowych kul do petanque. Produkuje szeroką gamę bul dla różnych gier m.in. petanque, bocce, bule lyońskie.

## Historia
W roku 1923 dwu konstruktorów Vincent Mille i Paul Courtieu opracowali technikę produkcji kul do gry w całości wykonanych z metalu. Od roku 1925 firma założona przez nich w Lyonie - La Boule Integral - produkowała puste w środku kule odlewane z brązu. Technika pozwalająca na stworzenie "kuli integralnej" posiadała zarówno swoje wady jak i zalety. Podobnie jak opracowana w 1928 technika Jeana Blanca, założyciela JB Petanque. Jednak popularność bul metalowych wprowadzonych przez producentów zrewolucjonizowała grę. Już w roku 1935 jedyne kule jakie dopuszczane były do gry w oficjalnych zawodach wykonane musiały być z metalu.
Obecnie "La Boule Intégrale" jest największym na świecie producentem  bul do bocce i drugim (po Obut) producentem bul do petanki. Oprócz wręcz kosmetycznej zmiany nazwy zmieniła się też technika produkcji bul. Większość produkcji sprzętu do petanki to bule spajane z półkul (technika Jean Blanca). Jednak cała produkcja bul do bocce i sztandarowy produkt - bula do petanki As de carreau - produkowane są metodą dopracowywaną od początku istnienia firmy.
Głównym odbiorcą jest rynek francuski jednak, 20% produkcji kierowane jest na eksport głównie do krajów Europy, Afryki Północnej, Japonii, Australii, Senegalu, Kambodży.

## Produkty

### bule nierdzewne
- Elite ITR3 - kule miękkie (115 kg/mm²)
- Expert IT - kula miękkie (113 kg/mm²), produkowane w pełnej gramaturze (od 650 do 800) i w rozmiarach od 71 do 80 mm
- Comfort IM - kule twarde (140 kg/mm²)
- Perfect CZ - kule twarde (140 kg/mm²)

### bule ze stali węglowej
- Impact DTI - kule półmiękkie (120 kg/mm²)
- Touch CZN - kule miękkie (113 kg/mm²)
- Accès A5 - kule twarde (140 kg/mm²), produkowane wyłącznie o średnicy 73 mm
- Initiale AC

### bule z brązu
- As de carreau - kula bardzo miękka